# D・M激王伝ゲット
『D・M激王伝ゲット』（デュエルマスターズげきおうでんゲット）は、倉谷友也による日本の漫画。デュエル・マスターズを題材とした作品である。『別冊コロコロコミック』（小学館）で2004年2月号から2005年10月号まで連載された。コミックスは全2巻。

## 登場人物
ゲット
本作の主人公。
アラン
ゲットの友達。

## コミックス
1. 2004年12月24日発売　ISBN 4091432816
2. 2005年10月28日発売　ISBN 4091432824